# Lancia Dunja
Lancia Dunja es un prototipo de automóvil de la marca italiana Lancia y la compañía de carrocerías Coggiola, presentado en el año de 1971 en el Salón del Automóvil de Turín y diseñado por Aldo Sessano sobre la base del Lancia Fulvia.  

## Características
El Lancia Dunja  contaba con un motor Lancia V4 de 1600 cc derivado del que equipaba el Lancia Fulvia, un 4 cilindros en V estrecha, capaz de erogar más de 130 hp de potencia.
El Dunja presentaba una carrocería en forma de cuña truncada, con un portón trasero casi vertical y una gran superficie acristalada sin marcos en las puertas, además de un distintivo acabado en azul. Las dimensiones del modelo eran especialmente compactas.